# Sirocco d'hiver
Pour plus de détails, voir Fiche technique et Distribution.
Sirocco d’hiver (Sirokkó) est un film franco-hongrois réalisé par Miklós Jancsó et sorti en 1969.

## Synopsis
Nous sommes au début des années 1930. Après un coup d’éclat dans son pays, l’activiste yougoslave Marko Lazar se réfugie en Hongrie où il retrouve les membres de son groupe révolutionnaire fomentant un complot contre le roi de Yougoslavie. Son idéalisme et son esprit franc-tireur dérangent son organisation qui redoute que ses actions terroristes mettent son plan en péril. On confie à Maria et Ilona, deux belles jeunes femmes, la mission de le retenir en Hongrie en nouant des relations amoureuses. Marko commence à douter de son entourage jusqu’à ce qu’il fasse l’objet d’un ordre d’extradition du gouvernement hongrois. Le chef de son groupe va alors prendre les dispositions extrêmes pour qu'il ne regagne jamais la Yougoslavie.

## Fiche technique
- Titre : Sirocco d’hiver
- Titre d'origine : Sirokkó
- Réalisation : Miklós Jancsó
- Scénario : Francis Girod, Gyula Hernádi, Miklós Jancsó, Jacques Rouffio
- Musique : Tihamér Vujicsics
- Direction de la photographie : János Kende
- Décors : Tamás Banovich
- Costumes : Zsuzsa Vicze
- Montage : Zoltán Farkas
- Pays d'origine :  France,  Hongrie
- Langue de tournage : hongrois
- Producteur : Jacques Charrier
- Sociétés de production : Mafilm Stúdió 1 (Hongrie), Marquise (France)
- Format : couleur par Eastmancolor — 35 mm — 2.35:1 Agascope — monophonique
- Genre : drame et historique
- Durée : 80 minutes
- Année de sortie : 1969

## Distribution
- Jacques Charrier : Marko Lazar
- Marina Vlady : Maria
- Ewa Swann : Ilona
- József Madaras : Markovics
- István Bujtor : Tarro
- György Bánffy : Ante
- Philippe March : Kovacs
- Françoise Prévost

## Distinctions
Le film a été présenté à la Quinzaine des réalisateurs, en sélection parallèle du festival de Cannes 1969.